# Austrobaileya scandens
Austrobaileya scandens je jediný druh rodu Austrobaileya a čeledi Austrobaileyaceae nižších dvouděložných rostlin. Je to dřevnatá liána s velkými vstřícnými kožovitými listy, rostoucí pouze ve východní Austrálii. Rostlina má některé archaické znaky, zejména v anatomii cévních svazků.

## Popis
Austrobaileya scandens je vytrvalá dřevitá liána s velkými vstřícnými kožovitými listy. Květy jsou drobné, oboupohlavné, jednotlivé v úžlabí listů. Květy mají 5 až 6 cm v průměru a páchnou. Okvětí se skládá ze 11 až 24 spirálně uspořádaných lístků a postupně graduje od vnějších listenovitých k vnitřním petaloidním okvětním lístkům. Tyčinky jsou ploché až kýlovité, petaloidní, uspořádané ve spirále, se 2 prašníky podélně připojenými k ploše tyčinky. Plodných tyčinek bývá 7 až 11, mimo to je přítomno 9 až 16 staminodií. Gyneceum je svrchní, složené z několika volných plodolistů s několika vajíčky. Plodem je nepravidelná bobule obsahující několik semen.

## Rozšíření
Druh se vyskytuje pouze v severovýchodní Austrálii, kde roste v tropických deštných lesích.

## Taxonomie
Rod Austrobaileya nese některé výjimečné a archaické znaky zejména v anatomii cévních svazků a struktuře dřeva. Mezi další význačné znaky náležejí unilakulární nody, monokolpátní pyl a přítomnost siličných buněk v pletivech.
V minulosti byly někdy rozlišovány 2 druhy, mimo Austrobaileya scandens ještě druh A. maculata, popsaný v roce 1948.